# 정동해
정동해(1971년 10월 28일 ~)은 해태 타이거즈의 전 야구 선수다. 광주진흥고등학교를 졸업했다.

## 같이 보기
- 1989년 해태 타이거즈 시즌